# Folies-Bergère (film, 1935)
Pour les articles homonymes, voir Folies-Bergère.

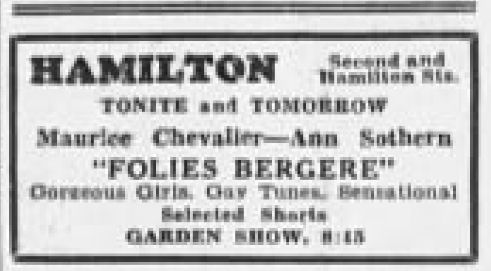
Publicité pour le film Folies-Bergère (1935)

Folies-Bergère est un film américain réalisé par Marcel Achard et Roy Del Ruth, sorti en 1935.
Ce film a été tourné en deux versions alternatives, avec des distributions différentes :
• l'une, française, réalisée par Marcel Achard et aussi connue sous le titre L'homme des Folies Bergère,
• l'autre, américaine, Folies Bergère de Paris, avec Merle Oberon, sortie aussi en 1935 et réalisée par Roy Del Ruthr. 
Réalisateur de la version française, « Marcel Achard n'a fait que superviser et adapter la version française d'un film tourné aux États-Unis par Roy del Ruth [...] ».

## Synopsis
Un artiste des Folies-Bergère, Eugène Charlier, imite à la perfection un banquier célèbre, le baron Cassini. En raison de cette ressemblance, il est engagé par des associés du baron pour remplacer celui-ci lors d'une réception. Il s'ensuit naturellement un certain nombre de quiproquos.

## Fiche technique
- Titre original : Folies-Bergère
- Réalisation : Marcel Achard et Roy Del Ruth
- Scénario : Marcel Achard d'après la pièce The Red Cat de Rudolph Lothar (1865-1943) et Hans Adler (1880-1957), créée à Broadway le 19 septembre 1934
- Directeurs de la photographie : J. Peverell Marley, Barney McGill
- Musique : Jack Stern
- Montage : Allen McNeil, Sherman Todd
- Costumes : Omar Kiam
- Production : William Goetz
- Pays : États-Unis
- Genre : Comédie musicale
- Durée : 83 minutes
- Dates de sorties :
  - France : 10 mai 1935
  - États-Unis : 17 avril 1936

## Distribution française
- Maurice Chevalier : Eugène Charlier / Baron Cassini
- Nathalie Paley : Baronne Cassini
- Sim Viva : Mimi
- Fernand Ledoux : François
- Ferdinand Gottschalk : Perichot
- Georges Renavent : Président du Conseil
- Barbara Leonard : Antoinette
- André Berley : Pierre Baneffe
- André Cheron : Morizet
- Pauline Garon : Lulu
- Ramsay Hill : Christian de Guntherson
- Jacques Louvigny : Gustave Chatillard
- Jules Raucourt : Ministre des finances
- Marcelle Corday : Joséphine

## Autour du film
Folies-Bergère a gagné l'Oscar de la meilleure chorégraphie lors de la 8e Cérémonie des Oscars, en 1936.
Un remake de ce film, tourné par Irving Cummings, sortira en 1941 sous le titre Une nuit à Rio.